# 박쥐 (2009년 영화)
《박쥐》는 2009년 대한민국에서 제작된 공포 로맨스 드라마 영화이다. 박찬욱 감독의 작품이며, 송강호, 김옥빈, 신하균, 김해숙 등이 출연했다. 뱀파이어가 된 신부의 자아 정체성에 관한 고뇌와 친구의 아내를 탐하게 되면서 겪게 되는 내용을 담고 있다. 그해 칸 영화제에서 심사위원상을 수상하였다.

## 줄거리
상현은 병원에서 자원봉사를 하며 환자들을 돌보는 가톨릭 신부이다. 그는 굳건한 신앙심과 헌신적인 봉사로 존경받고 있지만, 내면에는 의심과 슬픔의 감정으로 고통받고 있다. 상현은 치명적인 엠마누엘 바이러스(EV)의 백신을 찾기 위한 실험에 자원한다. 실험은 실패하고 상현은 치명적인 질병에 감염되지만, 수혈을 받은 후 완전하고 빠르게 회복한다.
상현의 기적적인 회복 소식은 신실한 신도들 사이에 빠르게 퍼지고, 그들은 상현에게 치유의 기적적인 능력이 있다고 믿기 시작한다. 곧 수천 명이 더 상현의 예배에 몰려든다. 새로운 신도들 중에는 상현의 어린 시절 친구인 강우와 그의 가족도 있다. 강우는 옛 친구를 자신의 집에서 열리는 주간 마작 모임에 초대하고, 그곳에서 상현은 강우의 아내 태주에게 끌리게 된다. 이후 상현은 병이 재발하여 흡혈귀가 되어 햇빛을 피해야 하는 상황에서 깨어난다.
처음에 상현은 새로운 활력을 느끼지만 곧 혼수상태의 환자의 피를 마시는 자신을 발견하고 경악한다. 자살을 시도한 후, 상현은 자신이 인간의 피에 저항할 수 없다는 사실을 깨닫는다. 상황을 더 악화시키는 것은 EV 증상이 재발하고 피를 마실 때만 증상이 사라진다는 점이다. 살인을 저지르지 않으려 필사적으로 노력하면서, 상현은 병원에서 수혈용 혈액팩을 훔치는 방법을 택한다.
아픈 남편과 과보호적인 시어머니 라 여사와 함께 사는 태주는 우울한 삶을 살고 있다. 그녀는 상현과 그의 육체에 이끌리며, 그에 대한 기이한 욕망을 억누를 수 없다. 둘은 불륜 관계를 시작하지만, 태주가 상현의 진실을 알게 되자 두려움에 물러선다. 상현이 함께 도망가자고 애원하자 태주는 거절하며 대신 남편을 죽이자고 제안한다.
수도원의 상현의 정신적 스승 노신부가 세상을 보고 죽기 위해 흡혈귀의 피를 요구하자, 상현은 혐오감을 느끼며 수도원을 떠난다. 그는 태주와 은밀한 관계를 위해 라 여사의 집으로 이사한다. 상현은 태주의 멍 자국을 발견하고 남편이 원인이라고 추측하며, 태주는 수줍게 이를 인정한다. 상현은 부부와의 낚시 여행 중에 강우를 죽이기로 결심한다. 그는 강우를 물속으로 끌어들이고 노신부에게 시신을 호수 바닥의 한 집 속 장롱에 넣고 떠오르지 않도록 돌을 올려놓았다고 말한다. 상현은 EV 증상이 재발하자 수도원의 노신부를 죽이고 그의 피를 마신다.
실종된 강우를 찾기 위한 경찰 수사가 시작된다. 라 여사는 아들의 죽음 이후 더 자주 술을 마시며 심인성으로 완전히 마비된 상태에 빠진다. 상현과 태주는 강우의 부풀어 오른 시신의 끔찍한 환영에 시달린다. 태주가 강우가 자신을 학대한 적이 없다는 말을 실수로 흘리자, 그녀를 보호하기 위해서만 강우를 죽였던 상현은 분노한다. 태주는 눈물을 흘리며 상현에게 자신을 죽여 남편에게 돌려보내 달라고 부탁한다. 상현은 그녀의 목을 부러뜨려 응하지만, 그녀의 피를 마신 후 영원히 혼자가 되고 싶지 않아 그녀의 시신에 자신의 피를 먹인다. 태주는 흡혈귀로 깨어난다. 발작으로 바닥에 쓰러진 라 여사가 모든 것을 목격한다.
태주는 곧 무자비한 괴물임을 드러내며 흡혈을 위해 무차별적으로 살인을 저지르고, 상현은 더 보수적으로 행동하며 필요할 때만 살인한다. 이들의 상충하는 윤리관은 옥상을 가로지르는 추격전과 짧은 전투로 이어진다. 얼마 후, 라 여사는 주간 마작 모임에서 참석자들에게 상현과 태주가 아들을 죽였다는 사실을 전달하는 데 성공한다. 태주가 신속하게 두 명을 처리하고, 상현은 남은 세 번째 한 명을 제거한다. 상황의 심각성을 깨달은 상현은 태주에게 도망가지 않으면 체포될 것이라고 말한다. 상현은 라 여사를 자신의 차에 태우고 태주와 함께 밤길을 달린다. 마을을 떠나기 전, 그는 자신을 기적적인 EV 생존자로 여기는 신도들의 캠프를 방문한다. 그는 한 소녀를 강간하려 한 것처럼 보이게 하여 신도들이 더 이상 자신을 우상화하지 않고 쫓아내게 만든다.
집에서는 남은 세 번째 한 명이 도망치는데, 상현이 태주로부터 그녀를 보호하기 위해 죽인 척만 했던 것이다. 차에서 뜬잠을 자다 깬 태주는 상현이 곧 동이 틀 터인데 은신처가 없는 황량한 들판으로 차를 몰았다는 것을 깨닫는다. 동이 트면 둘 다 불타 죽게 하려는 그의 계획을 알아차린 태주는 숨으려 하지만 상현이 그녀의 모든 시도를 좌절시킨다. 자신의 운명을 받아들인 태주는 차 후드 위에서 그와 합류하고, 라 여사가 차 뒷좌석에서 지켜보는 가운데 둘은 떠오르는 태양 빛에 재로 변한다.

## 출연진
- 송강호: 현상현 역 - 가톨릭 사제이나 정체 모를 피를 수혈받아 뱀파이어가 된다. 친구 강우의 아내인 태주와 사랑에 빠진다.
- 김옥빈: 태주 역: 강우의 부인. 라 여사가 어릴 때부터 키웠다. 남편 강우의 친구인 상현과 사랑에 빠진다.
- 신하균: 강우 역: 태주의 남편이자 라 여사의 병약한 아들이다. 상현과는 초등학교 동창이다.
- 김해숙: 라 여사 역: 한복점을 운영하는 고상한 분위기의 중년 여성으로서 아들, 며느리와 한집에서 살고 있다.
- 박인환: 노신부 역: 상현을 어릴 때부터 지도한 상현이 아버지처럼 따르는 늙은 가톨릭 신부. 시각 장애가 있다.
- 송영창: 승대 역: 강우의 직장 상사로서 경비과장을 맡고 있다. 과거 경찰 서장을 지냈다. 마작 모임 "오아시스"의 멤버이기도 하다.
- 오달수: 영두 역: 강우의 직장 상사. 마작 모임 "오아시스"의 멤버.
- 최희진: 간호사 역: 수도원 병원에서 근무하는 간호사
- 서동수: 효성 역: 수도원 병원에 입원한 환자이며, 상현에게 피를 빨리기도 하는 비만 남성이다.
- 이화룡: 구 박사 역
- 라미란: 유 간호사 역
- 에릭 에보니 (Eriq Ebouaney): 엠마누엘 연구소장 역
- 온다틸레 필레 (Onthatile Peele): 엠마누엘 연구소 수녀 역
- 최종률: 할아버지 신봉자 역
- 구용완: 총각 신봉자 역
- 황우슬혜: 호각 처녀 역: 현상현 사제의 신봉자. 상현이 성당을 찾으면 호각을 분다.
- 메르세데스 카브랄 (Mercedes Cabral): 이블린 역
- 한철우: 수사 역
- 김희옥: 오 베로니카 역
- 김태희: 경비업체 직원 역
- 손종학: 형사 역
- 조덕제: 검사관 1 역
- 조문의: 검사관 2 역
- 정태원

## 제작
박찬욱 감독은 10년 전, 《공동경비구역 JSA》를 만들던 당시부터 이 이야기를 구상하기 시작하였다. 《공동경비구역 JSA》에 주연으로 출연했던 송강호는 그때 작업하면서 이미 이 작품의 주연으로 구두 약속을 했다. 하지만 이 이야기는 계속 완성이 미뤄졌고, 그 중간에 송강호는 다른 여러 영화들에 출연하였고, 박찬욱 감독은 그동안 다른 이야기들로 복수 삼부작을 포함하여 장편 네 편과 단편 두 편을 만들었다. 비록 긴 세월 동안 다른 많은 영화들을 작업했지만 그만큼 그의 머릿속에선 이 이야기가 더욱 숙성될 수 있었고, 드디어 거의 10년 만에 각본을 완성한 뒤 영화 《박쥐》를 만들었다.
박찬욱 감독이 말하길, 이 이야기의 시발점은 자신의 천주교와 관련된 환경과 맞물려 종교에 대한 근원적인 탐구, 자아에 대한 고민, 신부라는 성스런 직업을 가진 이가 극한의 상황으로 치닫을 때 겪게 되는 도덕과 생존의 딜레마에 관한 부분이라고 하였다. 이것이 영화적인 이야기가 되기 위해 살을 붙이는 과정에서 프랑스 소설가 에밀 졸라 (Émile Zola)의 《테레즈 라캥 (Thérèse Raquin)》의 이야기를 차용하였다. 영화 크레딧에는 "영감을 준 원작"이라는 설명과 함께 《테레즈 라캥》이 소개되고 있다. 여기서 "Based on"이 아닌, "Inspired by"로 표시하였는데, 이것은 원작 소설에 충실히 하여 영화화한 것이 아닌, 우선 설정된 박찬욱 감독의 철학적 관점을 앞서 그리는 데에 친구의 아내와 불륜을 저지른다는 등의 소설 속의 설정 등을 가져와 영화적인 이야기가 되도록 살을 붙였다는 것을 의미한다.
박찬욱 감독은 자신과 함께 작업할 스탭들을 꾸리는 데에 있어 예전과 변함 없이 고정된 정예 멤버를 이어갔다. 공동 각본에 정서경, 정정훈 촬영 감독, 박현원 조명 감독, 류성희 미술 감독, 조영욱 음악 감독 등이 바로 그들이다. 여기에 의상과 분장팀 역시 마찬가지다.
제작은 박찬욱 감독이 직접 설립한 영화사인 모호 필름이 맡아서 하였다. 메인 투자는 한국의 CJ엔터테인먼트와 미국의 유니버설 픽처스가 공동으로 하였고, 두 메인 투자사가 각각 한국과 미국의 배급도 담당하였다.

### 음악
박찬욱 감독은 조영욱 음악 감독과 함께 작업을 하면서 일제강점기인 1930년대부터 한국 전쟁을 겪었던 1950년대까지 유행하였던 한국의 고전 대중 가요, 이른바 고전 뽕짝, 노래 세 곡을 골라 수록하였다. 1930년대 노래인 "선창에 울러 왔다", 1940년대 노래인 "고향", 1950년대 노래인 "고향의 그림자"가 바로 그것이다. 이와 같은 이난영, 남인수의 노래들을 삽입함으로써 영화의 다국적이면서도 판타지적인 묘한 공간을 만드는 데에 효과를 보았다.

### 영문 제목
영문 제목은 갈증, 목마름, 갈망을 의미하는 "Thirst"이다. 제작 당시의 영문 제목은 "Evil Live"였으나, 너무 B급 영화 같다는 제작진의 의견이 있어 의논 후에 "Thirst"로 바꿨다. 박찬욱 감독은 여러 인터뷰를 통해서 Evil Live도 사실 매력적인 제목이기에 아쉽기도 하다고 이야기하였다. Evil Live를 거꾸로 뒤집으면 그래도 똑같이 Evil Live가 된다는 점이 그 매력에 포함된다고 하였다.

## 개봉
배급은 전국적인 와이드 릴리즈 방식으로 진행됐다. 홍보 마케팅은 올댓 시네마가 맡았다.
《박쥐》의 기자 시사회는 2009년 4월 24일 용산 CGV에서 수행되었다. 네이버, 다음 포털별 일반인 추첨을 통해 60명에게 2009년 4월 24일 《박쥐》의 VIP 시사회 참여 기회가 부여되는 마케팅 이벤트가 있었다.

## 비평
씨네21 문석의 평은 다음과 같다. "이곳은 일본식 구조의 적산 가옥이지만 한국 전통옷을 팔고, 사람들이 보드카(러시아)를 마셔 대며 마작(중국)을 두는 탈국적적인 공간이다 ...(중략)...《박쥐》는 모순되고 역설적인 요소들을 시종 충돌시킴으로써 기존의 장르를 뒤틀고 새로운 경지를 만들어낸다." 듀나의 평은 다음과 같다. "(4개 만점 중 별 3개를 주면서) 전 장르 방정식의 측면에서 《박쥐》가 일종의 오답이라고 봅니다. 하지만 굉장히 재미있는 오답입니다." 또한, 영화 평론가 김영진은 "박찬욱적인 소재로 능수능란하게 풀어낸 영화"라고 평하였고, 김봉석은 "전작들과 크게 다르지 않아 놀랍지 않았다"라고 평하였다.

## 흥행 성적
《박쥐》는 흥행에 성공하였다. 개봉 사흘간 71만 5천 명을 동원했다. 2009년도 영화 《과속스캔들》이 개봉 사흘간 70만 9천 명을 동원한 기록을 뛰어 넘은 것이다.

## 영화제 참가 및 수상
《박쥐》는 2009년도 칸 영화제 경쟁 부문에 진출하여 심사위원상을 받았다.

## 같이 보기
- 2009년 대한민국의 영화 목록